# Auguste Dozon
Auguste Dozon (22 août 1822 - 31 décembre 1890) est un philologue  et diplomate français, connu pour son travail sur les langues et cultures serbes, albanaises et bulgares.

## Biographie
Louis Auguste Henri Dozon est né à Châlons-sur-Marne le  2 février 1822,, il étudie la littérature ancienne et moderne au collège Sainte-Barbe à Paris, puis fait des études de droit.
Au début des années 1840, il fait la connaissance à la pension d'Emmanuel Bailly de Surcy d'Ernest Prarond, de Gustave Le Vavasseur et de Charles Baudelaire. Il écrit avec eux un recueil de poésie qui devait réunir leurs quatre signatures, mais Baudelaire se récusa au dernier moment ; le recueil paraît en 1843 sous le titre Vers : Dozon y utilise le pseudonyme « Auguste Argonne ».
Après avoir obtenu son diplôme d'avocat, Auguste Dozon travaille au ministère de l'Intérieur puis est muté au service des Affaires étrangères et entre dans le corps consulaire. Entre 1854 et 1885, il est consul de France dans plusieurs villes des Balkans, à Belgrade (de 1854 à 1863), Mostar, Plovdiv et Ioannina ; il est consul de 1878 à 1881 à Larnaca (Chypre), puis consul général à Salonique de 1881 à 1884.
Il apprend le serbe, l'albanais et le bulgare. Il publie des traductions de chants, poésies et contes bulgares et serbes ; son anthologie Poésies populaires serbes parue en 1859, et republiée augmentée avec des commentaires en 1888 sous le titre L'Épopée serbe : chants populaires héroïques, contribue à populariser la poésie serbe en France ; particulièrement intéressé par la langue albanaise, il publie en 1878 un Manuel de la langue chkipe ou albanaise et en 1881 un recueil de contes albanais.
À Larnaca à Chypre, Dozon est le correspondant de l'Académie des inscriptions et belles-lettres qui a entrepris la publication du Corpus Inscriptionum Semiticarum (Corpus des inscriptions sémitiques) ; en 1881, il envoie pour le premier volume un plan de Larnaca, premier relevé exact de la ville où il fait figurer le contour de la cité antique de Kition, et le relevé d'inscriptions sémitiques qui y avaient été découvertes. Il collectionne également des antiquités, qu'il donne au musée du Louvre et à celui de Saint-Germain-en-Laye
Il prend sa retraite du corps diplomatique en 1884 et donne des cours de russe et de langues slaves à l’École des langues orientales jusqu'en 1888 ; il meurt le 31 décembre 1890 à Versailles,.

## Publications
- En collaboration avec G. Levavasseur et E. Prarond : Vers, Paris, Herman frères, 1843, 222 p.
- « Étude sur le roman malay de Srî-Râma », dans Journal asiatique, 1846, p. 425-471 Lire en ligne.
- Poésies populaires serbes traduites sur les originaux avec une introduction et des notes, Paris, Édouard Dentu, 1859, 285 p.
- Rapports sur une mission littéraire en Macédoine, Paris, Imprimerie Nationale, 1873, 84 p.
- Bŭlgarski narodni pi͡esni: Chansons populaires bulgares inédites, Paris, Maisonneuve, 1875, XLVII-427 p.
- Manuel de la langue chkipe ou albanaise : grammaire, vocabulaire, chrestomathie, Paris, Ernest Leroux, 1878, 348-104 p. (3 parties : Contes, chansons et autres textes inédits ; Grammaire albanaise ; Vocabulaire albanais-français) Lire en ligne ; réédition en 1898.
- Contes albanais recueillis et traduits, Paris, E. Leroux, 1881, XXVIII-264 p.
- L'Épopée serbe : chants populaires héroïques. Serbie, Bosnie et Herzégovine, Croatie, Dalmatie, Monténégro. Traduits sur les originaux avec une introduction et des notes, Paris, Ernest Leroux, 1888, LXXX-335 p. Lire en ligne sur Remacle.org.
- « Encore la question de la langue en Grèce », dans Revue des Études Grecques, n° 2-5, 1889, p. 66-93 Lire en ligne sur Persée.